# Царанов Степан Васильович
Степан Васильович Царанов (29 січня 1905, місто Горлівка, тепер Донецької області — ?) — молдавський радянський державний і комуністичний діяч, секретар ЦК КП(б) Молдавії з пропаганди і агітації. Депутат Верховної Ради Молдавської РСР. Депутат Верховної Ради СРСР 2-го скликання. Доцент (1940).

## Життєпис
Член ВКП(б) з 1926 року.
З листопада 1927 року служив у Червоній армії.
До 3-го курсу навчався в Інституті соціального виховання. Потім переведений до економічного інституту червоної професури при ВУЦВК у місті Харкові. У 1936 році закінчив Київський інститут червоної професури.
З листопада 1936 по травень 1937 року — інструктор відділу пропаганди та агітації Молдавського обласного комітету КП(б) України.
У травні 1937 — травні 1938 року — завідувач відділу пропаганди та агітації Молдавського обласного комітету КП(б)У.
З 1939 по 1941 рік — завідувач кафедри марксизму-ленінізму Тираспольського плодоовочевого інституту Молдавської РСР.
З вересня 1941 по жовтень 1943 року — в Червоній армії, учасник німецько-радянської війни. Служив старшим інструктором відділу із керівництва партизанскими загонами політичного управління Південного фронту. З червня 1942 року — інструктор політичного відділу із пропаганди і агітації та секретар партійної комісії 221-ї бомбардувальної дивізії 17-ї повітряної армії Південно-Західного та Північно-Кавказького фронтів. Був інструктор політичного відділу із пропаганди і агітації 6-го змішаного авіаційного корпусу 10-ї повітряної армії.
З 1943 року — заступник секретаря ЦК КП(б) Молдавії. Одночасно, в 1943—1944 роках — заступник завідувача відділу пропаганди та агітації ЦК КП(б) Молдавії.
У 1944—1947 роках — завідувач відділу пропаганди та агітації ЦК КП(б) Молдавії.
27 січня 1945 — 17 травня 1947 року — секретар ЦК КП(б) Молдавії з пропаганди та агітації.
З 1947 по 1957 рік — на викладацькій роботі.
У 1957—1960 роках — директор Вищої партійної школи при ЦК КП Молдавії.
22 жовтня 1960 — листопад 1962 року — голова Комітету з вищої та середньої спеціальної освіти при Раді міністрів Молдавської РСР.
У 1963—1964 роках — 1-й заступник міністра освіти Молдавської РСР.
З 1964 по 1968 рік — на викладацькій роботі.
З 1968 року — персональний пенсіонер.

## Звання
- батальйонний комісар
- майор

## Нагороди
- орден Леніна
- орден Вітчизняної війни ІІ ст. (6.04.1985)
- орден Червоної Зірки (10.02.1943)
- медаль «За перемогу над Німеччиною у Великій Вітчизняній війні 1941—1945 рр.»
- медалі